# 木元哉多
木元 哉多（きもと かなた）は、日本の小説家、推理作家。埼玉県出身。

## 経歴・人物
2017年4月、投稿作「閻魔堂沙羅の推理奇譚」で第55回メフィスト賞を受賞し、同作でデビューした。『閻魔堂沙羅の推理奇譚 金曜日の神隠し』が初長篇となる。

## 作品リスト

### 単著
（「」内は収録短篇のタイトル。）
- 『閻魔堂沙羅の推理奇譚』シリーズ
  - 『閻魔堂沙羅の推理奇譚』（2018年3月 講談社タイガ ISBN 978-4-06-294107-5）
    - 「緒方智子 17歳 女子高生 死因・絞殺」
    - 「浜本尚太 27歳 会社員 死因・凍死」
    - 「門井聡子 82歳 無職 死因・老衰」
    - 「君嶋世志輝 20歳 フリーター 死因・撲殺」

  - 『閻魔堂沙羅の推理奇譚 負け犬たちの密室』（2018年5月 講談社タイガ ISBN 978-4-06-294119-8）
    - 「武部建二 43歳 刑事 死因・刺殺」
    - 「池谷修 30歳 ゆすり屋 死因・?」
    - 「浦田俊矢 34歳 会社社長 死因・撲殺」

  - 『閻魔堂沙羅の推理奇譚 業火のワイダニット』（2018年8月 講談社タイガ ISBN 978-4-06-512649-3）
    - 「外園聖蘭 30歳 契約社員 死因・?」
    - 「仙波虎 78歳 無職 死因・転落死 
遠山賢斗 11歳 小学生 死因・溺死」
    - 「土田裕太 19歳 浪人生 死因・焼死」

  - 『閻魔堂沙羅の推理奇譚 点と線の推理ゲーム』（2018年12月 講談社タイガ ISBN 978-4-06-513991-2）
    - 「向井由芽 13歳 中学生 死因・撲殺 (問題編/解答編)」
    - 「閻魔堂沙羅の日常」
    - 「久保達樹 47歳 元ヤクザ 死因・射殺」

  - 『閻魔堂沙羅の推理奇譚 落ちる天使の謎』（2019年4月 講談社タイガ ISBN 978-4-06-515333-8）
    - 「澤木夏帆 23歳 元バドミントン選手 死因・轢死」
    - 「相楽大地 17歳 高校生 死因・圧死」
    - 「土橋昇 39歳 子会社社長 死因・渇え死に」

  - 『閻魔堂沙羅の推理奇譚 金曜日の神隠し』（2019年10月 講談社タイガ ISBN 978-4-06-517423-4）
  - 『閻魔堂沙羅の推理奇譚 A+B+Cの殺人』（2020年9月 講談社タイガ ISBN 978-4-06-520785-7）
- 『遺産相続を放棄します』（2022年7月 角川文庫 ISBN 978-4-04-112542-7）

### アンソロジー
（「」内は収録短篇のタイトル。）
- 『非日常の謎 ミステリアンソロジー』（2021年3月 講談社タイガ ISBN 978-4-06-522823-4）「どっち？」

### 雑誌掲載作品
小説
- 「どっち？」 - 『小説現代』2021年2月号（講談社）

エッセイなど
- 「閻魔堂沙羅の推理奇譚 あとがきのあとがき」 - 『メフィスト』2018 VOL.1（講談社、2018年4月）

## 漫画化作品
- 『閻魔堂沙羅の推理奇譚』 作画：柴田孫四郎 構成：irom（2021年5月-12月 ビッグガンガンコミックス 全2巻）